# Verst
En verst er en gammel russisk længdeenhed som svarer til 1.066,8 meter, altså lidt over en kilometer. En verst bestod af 500 sasjen eller 1.500 arsjin (russisk alen). Der gik 7 verst på en milja (russisk mil).
Tabellen i højre side indeholder konverteringsdata til andre længdemål. 
| Enheder | Spire Denne artikel om standarder og måleenheder er en spire som bør udbygges. Du er velkommen til at hjælpe Wikipedia ved at udvide den. |